# Rail Simulator
Rail Simulator is een computerspel dat is ontwikkeld door Kuju Entertainment en uitgegeven door Electronic Arts.
Het spel wordt de opvolger van het programma Microsoft Train Simulator. Ooit stond deze opvolger bekend als Microsoft Train Simulator 2, maar Microsoft zag er eerst geen brood meer in (ze hebben inmiddels besloten hun eigen simulator Microsoft Train Simulator X uit te brengen, die gebaseerd is op de techniek van Microsoft Flight Simulator X). Kuju Entertainment, het bedrijf dat voor Microsoft "Train Simulator" maakte, wilde toch graag verder met het ontwikkelen van het spel. Aan het einde van juni 2005 werd bekend dat Kuju Entertainment door kon gaan met het ontwikkelen van het spel. Dit keer niet voor Microsoft, maar voor Electronic Arts (onder andere bekend van The Sims, De Sims 2, FIFA Football, Need for Speed). Echter heeft EA geen rechten op de naam Train Simulator, en moet dus verdergaan onder de naam Rail Simulator. Er zullen Engelse en Duitse routes in het spel zitten, waaronder de route tussen Hagen en Siegen in het Sauerland.

## Over Rail Simulator
Rail Simulator biedt de speler toegang een trein- en spoorwegsimulatie.
De speler kan de rol van machinist op zich nemen en met moderne en historische treinen rijden over nauwkeurig nagemaakte trajecten in het Verenigd Koninkrijk en Duitsland.
De speler is verantwoordelijk voor alle aspecten van het vertrekken en rijdend houden van elektrische treinen en diesel- en stoomtreinen. Als machinist houdt de speler niet alleen de seinen en de snelheidslimieten in de gaten. Ook het controleren van bijvoorbeeld de stoomdruk en het op het spoor houden van de trein op verraderlijke routes met veel bochten behoort tot de taken.
De grafische weergave en details van dit spel zijn ongeëvenaard in het genre. Alle treinen zijn getrouw nagemaakt, inclusief volledig werkende meters, knoppen en hendels. Rail Simulator bevat ook realistische fysica-simulatie en seinstelsels langs alle trajecten.
Spelers kunnen zelf nieuwe trajecten en spelscenario's maken met behulp van een van de vier gebruiksvriendelijke game-editors. Ze kunnen deze bovendien online delen met andere spelers. De eenvoudige muisgeoriënteerde editor bevat een breed scala aan plaatsbare elementen waarmee spelers treintrajecten uit hun eigen omgeving kunnen namaken.
Microsoft Train Simulator (MSTS) werd in 2001 ontworpen door Kuju. Het was het eerste treinsimulatiespel, en wereldwijd werden er maar liefst 900.000 exemplaren van verkocht. De studio ziet zich dan ook verzekerd van een grote groep aanhangers en verwacht dat Rail Simulator een van de meest succesvolle spellen van 2007 zal zijn in deze categorie.
In Rail Simulator zullen er drie modes zijn voor het besturen van treinen (vanuit alle modes kan je wel (bijna) dezelfde menu's gebruiken):
- Eenvoudige mode (Simple mode)

Bedoeld voor de "nieuwelingen". Versnellen en remmen wordt met elkaar gecombineerd, terwijl systemen zoals de dodemansknop automatisch worden afgehandeld. Bij de stoomlocomotieven zal de stoker automatisch zijn werk doen.
- Gevorderden mode (Intermediate mode)

Niet alle bedieningen zijn in deze mode vrijgegeven, maar als machinist ben je wel verantwoordelijk voor het opstarten van de trein voordat er weggereden kan worden. Tevens zal je in deze mode er zelf voor moeten zorgen dat passagiers in- en uitstappen of dat goederenladingen geladen dan wel gelost worden, tegelijkertijd met het bedienen van de dodemansknop.
- Expert mode

In deze mode staan alle bedieningsfuncties ter beschikking aan de bestuurder van de trein. Men zal alle aandacht erbij moeten houden terwijl er over hellingen en door tunnels gereden wordt.
Er kunnen meerdere soorten van elektrificatie worden toegepast in een route, namelijk:
- geen elektrificatie
- bovenleiding
- derde rail
- vierde rail

Het is mogelijk om per spoor-sectie twee snelheidslimieten in te stellen, bijvoorbeeld een voor passagierstreinen en een voor goederentreinen.Tevens kunnen er verschillende spoorbreedten in een route worden toegepast.

##### Scenario's en beoordeling activiteit/scenario
De eerste en meest simple soort scenario is het zogenaamde Free Roaming. Dit type scenario is vergelijkbaar met de Explore Route optie in MSTS, met het grote verschil dat men kan wisselen van trein. In Free Roaming kan er route kennis en ervaring opgedaan worden met materieel dat op de route rijdt. Bij het "overstappen" van de ene trein naar de andere, neem je de bediening van de nieuw trein direct over terwijl de vorige trein als AI trein verder rijdt.
Een tweede soort scenario is een op een dienstregeling gebaseerd scenario. Alle treinen rijden volgens een bepaalde schema en met bepaalde opdrachten. Het wisselen van treinen is net als bij het voorgaande soort scenario mogelijk.
Tot slot zijn er wat tot nu toe de zogenaamde Standaard Scenario's genoemd worden: hier krijg je specifieke opdrachten bijvoorbeeld het laden van een goederentrein en deze vervolgens naar de plaats van bestemming brengen. Omdat het een specifieke opdracht is, zal in dit soort opdrachten het wisselen van de ene naar de andere trein gelimiteerd zijn.
Net als in MSTS worden je prestaties na afloop van een scenario beoordeeld.
Raakt de brandstof op of ontspoort de trein dan wordt een scenario direct afgebroken (Game Over) zoals bij MSTS.
Het passeren van een rood sein of het breken van de koppeling worden beoordeeld als belangrijke/kwalijke fouten zonder dat de simulatie wordt beëindigd.
Zaken als het overschrijden van snelheidslimieten en niet stoppen op gewenste stations hebben ook invloed op de beoordeling, maar vallen onder de categorie minder belangrijke fouten.
De Automatische Trein Beïnvloeding (ATB) wordt ondersteund, hoewel het de vraag is in hoeverre dit het Nederlandse systeem zal (kunnen) benaderen. De dodemansknop zal waarschijnlijk wel realistisch worden gesimuleerd.

##### Editors
1. World Editor
Met behulp van de World Editor kan de gebruiker routes maken dan wel aanpassen, met daarbij inbegrepen:
- Sporen aanleggen
- Infrasctructuur zoals seinen, kilometrering en snelheidsborden
- Objecten zoals stations, huizen
- Gebogen objecten zoals wegen, hekken, muren
- Terreinvorming (heuvels, bergen, etc.)
- Terrein texturing (zand, gras terrein, etc.)
- De World Editor is geïntegreerd met de simulator, er kan gewisseld worden tussen rijden en bewerken van een route

2. Scenario Editor
De Scenario Editor maakt deel uit van de World Editor. Hiermee is men in staat om zelf opdrachten te maken voor zowel de speler-trein als het AI verkeer. Zelf gemaakte scenario's kunnen gedeeld worden met anderen.
Het belangrijkste principe is dat elke trein een bestuurder heeft die dan een reeks instructies wordt gegeven. Dit is op zowel de speler als AI treinen van toepassing. Zo kan bijvoorbeeld een AI trein geïnstrueerd worden om een reeks wagons bij een depot af te leveren, waarna de speler deze wagons zal moeten splitsen in nieuwe samenstellingen.
De machinist van elke trein kan specifieke opdrachten worden gegeven zoals het stoppen op bepaalde bestemmingen, het laten in/uitstappen van passagiers, ophalen/lossen van vracht en het aan-/afkoppelen van bepaalde wagons. De diverse beschikbare opdrachten kunnen met elkaar gecombineerd worden. Voorbeeld: rij een passagiersdienst, rij vervolgens door naar het depot om daar de wagons af te koppelen, rij vervolgens de locomotief naar de remise.
Het scenario systeem voert de opdrachten op volgorde uit, waardoor het mogelijk zal zijn om een redelijk waargetrouwe dienstregeling na te bootsen.
De Scenario Editor bevat ook een mogelijkheid om het gemaakte scenerio te simuleren en het gedrag van de diverse treinen te bekijken en waar nodig aan te passen.
3. Depot Utility
De Depot Utility voor rijdend materieel en objecten beheer.
Details van de Depot Utility hiervan zijn nog onbekend.
Kuju zal een losstaande tool ontwikkeling welke het mogelijk maakt om bepaalde instellingen van de simulatie aan te passen. Voorbeeld: deze tool maakt het mogelijk om in te stellen hoe snel auto's op de wegen rijden.
Het maken van 3D modellen en deze exporteren naar het juiste formaat van Rail Simulator vereist zogenaamde third party tools.
Het maken van 3D modellen zal mogelijk zijn met 3D Canvas Pro.
Ondersteuning door andere 3D programma's, bijvoorbeeld GMax is nog onbekend.

##### Camera standpunten
- 3D Camera in de cabine

met behulp van de muis is het mogelijk om de cabine van de gekozen trein volledig te onderzoeken. Deze view heeft ook als mogelijkheid om de positie binnen de cabine te veranderen, evenals een zoom-functie om een beter zicht op de bedieningsfuncties te hebben.
- Coupling Camera

Het aan- en afkoppelen van materieel kan in Rail Simulator vanuit meerdere hoeken bekeken worden.
- Uitgebreide Track Side camera

Behalve de al bekende Track Side camera, is het hiermee ook mogelijk om de camera op een zelf gekozen plaats te zetten. Hiermee is het mogelijk om een goede plek te kiezen of om te kijken wat treinen in de buurt van de eigen trein doen.

## Systeemvereisten
Om het spel te installeren heb je 4.5 GB vrije harde schijfruimte nodig.
Minimum
- Besturingssysteem: Windows XP / Windows Vista
- CPU: XP - Intel Pentium 4/AMD Athlon 1.7 GHz of equivalent
- CPU: Vista - Intel Pentium 4/AMD Athlon 2.6 GHz of equivalent
- RAM: 512 MB
- Video kaart: 64MB DirectX 9.0c compliant video card, Pixel shader 2.0 en hoger. (AGP and PCIe only)
- Geluidskaart: - DirectX 9.0c compatible

Aanbevolen
- Besturingssysteem: Windows XP / Windows Vista
- CPU: Intel Pentium 4/AMD Athlon 3.0 GHz of equivalent
- RAM: 1.0GB
- Video kaart: 256MB DirectX 9.0c compliant video card, Pixel shader 3.0 en hoger. (AGP and PCIe only)
- Geluidskaart: Sound Blaster® X-Fi™ series van Creative Labs

## Routes
Dit zijn de meegeleverde routes:
- The Somerset and Dorset Joint Railway (UK) - circa vroege jaren 50
- Oxford to London Paddington (UK), circa 2000 – ongeveer 65 miles lang
- York to Newcastle, circa 1970 - ongeveer 70 miles lang
- Hagen to Siegen (Duitsland) – ongeveer 100 km lang

Daar heeft KUJU het volgende over te zeggen 

Rail Simulator is een grote verbetering in de kwaliteit van trein simulatoren beschikbaar voor de PC, en zorgt ervoor dat onder andere de fanatiekelingen nog dichter bij de belevenis van het besturen van hun favoriete stoom, diesel of elektrische treinen komen te staan.

Met de mogelijkheid om zo echt mogelijke treinen op 4 grafisch mooi gemodelleerde routes in het Verenigd Koninkrijk en Duitsland rond te rijden, zorgt Rail Simulator ervoor dat er genoeg activiteiten van verschillende range zijn, om aan al je verwachtingen te voldoen. En ook de mogelijkheid om je eigen spoorplannen te ontwikkelen.

## Treinen
- Deutsche Bahn BR294
- DBAG Class 101 (Deutsche Bahn BR101)
- S&DJR 7F 2-8-0
- LMS Stanier Class 5 4-6-0 (black five)
- British Rail Class 43 (HST), in First Great Western kleurstelling
- British Rail Class 47
- British Rail Class 55 Deltic

## Extra materiaal
De mogelijkheid om extra materiaal te kunnen gebruiken, heeft vanaf begin af aan centraal gestaan in het ontwerp van de simulator. Rail Simulator werkt daarom met add-on's (zoals nieuwe routes, treinen en activiteiten).

## Releasedatum
Dit spel van Electronic Arts, Kuju en Rail Simulator Developments is in heel Europa op 11 oktober 2007 en in Amerika op 14 januari 2008 uitgebracht voor de PC.
Het spel is niet uitgebracht op andere spelplatforms.